# Santa Sofia d’Epiro
Santa Sofia d’Epiro (in Arbëresh, IPA: [ar'bəreʃ]: Shën Sofia) ist eine italienische Gemeinde in der Provinz Cosenza in Kalabrien mit 2132 Einwohnern (Stand 31. Dezember 2023).
Die Gemeinde Santa Sofia d’Epiro (Bashkia e Shën Sofia) unterhält seit 2004 eine Gemeindepartnerschaft (Unione Arbëria) mit anderen vier Arbëresh-Gemeinden in der Provinz Cosenza: San Demetrio Corone, San Cosmo Albanese, San Giorgio Albanese und Vaccarizzo Albanese.

## Lage und Daten
Santa Sofia d’Epiro liegt etwa 45 km nördlich von Cosenza. Die Nachbargemeinden sind Acri, Bisignano, Tarsia und die Arbëresh-Gemeinde San Demetrio Corone.

## Geschichte
Santa Sofia d’Epiro wurde 1472 von albanischen Flüchtlingen (Arbëresh) aus dem Epirus (heutige Nord-West Griechenland) neu besiedelt.

## Sehenswürdigkeiten
- historische Altstadt
- Palazzo Bugliaro aus dem Jahr 1848 mit Museo del costume Arbëresh in Via Gramsci
- Monumentales Kunstwerk „Die Albaner in Italien“ vor dem Museum
- Denkmal Francesco Bugliari (Bischof und Präsident des italo-albanischen Kollegiums Sant'Adriano in San Demetrio Corone) in Vico Pasquale Baffi
- Denkmal Pasquale Baffi, italienischer Revolutionär in Via D'Epiro, 48
- Chiesa Sant’Atanasio il Grande in Piazza Sant'Atanasio
- Chiesa Santa Sofia aus dem 10. Jahrhundert in Via Castriota
- Chiesa Santa Venere (Parasceve) aus dem Jahr 1600 in Via Trieste/SP 237
- Cappella di Sant’Atanasio in Contrada Monogò
- Cappella dell’Annunciazione
- Cappella dell’Immacolata Concezione
- Cappella della Madonna del Carmelo
- Cappella di San Giuseppe
- Cappella di San Nicola

## Persönlichkeiten

### Söhne und Töchter der Gemeinde
- Francesco Bugliari (1742–1806), ordinierender Bischof der Arbëresh mit griechisch-byzantinischem Ritus, Präsident des italo-albanischen Kollegiums Sant’Adriano in San Demetrio Corone und Titularbischof in Thagaste (1792–1806)
- Pasquale Baffi (1749–1799), Lehrer der griechischen Sprache und Literatur, Übersetzer und Dichter
- Angelo Masci (1758–1821), Schriftsteller und Rechtsanwalt
- Giuseppe Bugliari (1813–1888), Papas[Anm. 1]
- Giuseppe Maria Baffa (1828–1875), Garibaldino[Anm. 2] Major
- Demetrio Baffa (1834–1911), Garibaldino Generalleutnant und italienischer Patriot
- Emiliano Fabbricatore (1938–2019), Ordensgeistlicher, Abt von Santa Maria di Grottaferrata
- Francesco Micieli (* 1956), Schweizer Schriftsteller italoalbanischer Abstammung

### Personen mit Beziehung zum Ort
- Anna Maria Bugliari (* 1934), italienische Schauspielerin und Miss Italien 1950